# Fernando Goñi Erice
Fernando Goñi Erice, llamado Goñi III (Zubiri, Navarra, 5 de febrero de 1973), es un jugador español de pelota vasca en la modalidad de mano, actúa en la posición de zaguero, destacando en la modalidad de parejas con cuatro txapelas en otras tantas finales.
En aficionados logró el Campeonato de España Juvenil individual en 1996 y de parejas absoluto en 1997, tras el cual dio su paso al profesionalismo.

## Palmarés
- Campeón Campeonato de Navarra 4 1/2 (Aficionado) 1994
- Campeón Campeonato de Navarra Manomanista (Aficionado) 1996
- Campeón Campeonato de Navarra Parejas (Aficionado) 1997
- Campeón Copa del Rey de España Parejas (Aficionado) 1997
- Campeón de mano parejas de 1ª categoría 2001
- Campeón de mano parejas de 1ª categoría 2004
- Campeón de mano parejas de 1ª categoría 2005
- Campeón de mano parejas de 1ª categoría 2009

## Finales de mano parejas
| Año  | Campeones                         | Subcampeones                 | Tanteo | Frontón   |
| ---- | --------------------------------- | ---------------------------- | ------ | --------- |
| 2001 | Olaizola I - Goñi III             | Alustiza - Beloki            | 22-13  | Atano III |
| 2004 | Titín III - Goñi III              | Martínez de Irujo - Lasa III | 22-10  | Atano III |
| 2005 | Martínez de Irujo - Goñi III      | Bengoetxea VI - Beloki       | 22-12  | Atano III |
| 2009 | Juan Martínez de Irujo - Goñi III | Olaizola II - Mendizabal II  | 22-21  | Atano III |